# Onthophagus napolovi
Onthophagus napolovi là một loài bọ cánh cứng trong họ Bọ hung (Scarabaeidae).